# 한수림
한수림(1972년 3월 8일~)은 대한민국의 성우이다. 1997년 MBC 14기 공채 성우로 데뷔하였다.

## 출연 작품
굵은 글씨는 메인 캐릭터.

### TV 애니메이션
- 공각기동대 - Stand alone complex (애니원) - TK 1호
- 금붕어 주의보 (애니원) - 금비
- 금색의 갓슈벨!! (애니원) - 잼
- 꼬마 마법사 레미 포르테 (MBC) - 마죠록산느
- 마법소녀 고양이 타루토 (애니맥스) - 샬롯테
- 마법의 별 매지네이션 (SBS) - 오라클
- 머나먼 시공 속에서 OVA 자양화의 꿈 (애니박스) - 시린
  - 머나먼 시공 속에서 OVA 백룡의 무녀 (애니박스) - 시린
- 메다로트 (애니원) - 김윤희
- 못말리는 3공주 (애니원) - 후우
- 부메랑 파이터 (MBC) - 아즐, 코랄
- 세이버 마리오넷 J (애니맥스) - 타마사부로, 로렐라이, 제미니, 소년 파우스트, 하나가타 유메진, 자포네스 성의 여성 마리오넷
  - 세이버 마리오넷 J to X (애니맥스) - 키쿠, 로렐라이, 다마사부로, 에릴, 하나가타 유메진, 폰타군
- 스마일 프리큐어! (대원방송) - 채희란(큐어 마치)
- 스크라이드 (애니원) - 어린 류호
- 스쿨럼블 (애니원) - 사라 아디에마스, 하리마 슈지, 이치죠 코스케
  - 스쿨럼블 OVA 1학기 보충수업 (애니원) - 사라 아디에머스, 이치죠 코스케
  - 스쿨럼블 2학기 (애니원/챔프TV) - 사라 아디에마스
- 출격! 머신로보 레스큐 (애니원) - 미나미 켄
- 장금이의 꿈 (MBC) - 대비
  - 장금이의 꿈 2기(MBC) - 폐비 신씨, 어린 민정호
- 천지무용 in love 2 (애니박스) - 아에카
- 케이온! (애니맥스) - 히라사와 우이
- 토라도라! (애니맥스) - 카와시마 아미
- 프린세스 츄츄 (애니원) - 슈림프, 연인, 레이첼, 타조, 파울라모니
- 헬로키티와 숲속친구들 (애니원)

### 극장용 애니메이션
- 더 무비 케이온 (극장) - 히라사와 우이
- 해머보이 망치 - 앵두

### 외화

#### 드라마
- 24(MBC) - 패티
- CSI 뉴욕(MBC)
- CSI 마이애미(MBC)
- 미녀와 뱀파이어(MBC)

#### 영화
- 007옥토퍼시(MBC)
- 라이징 선(MBC) - 징고(티아 카레레)
- 러시아워 3 (SBS) - 수영 (장징추)
- 로즈 앤 그레고리(MBC)
- 바이센테니얼 맨(SBS) - 그레이스(린드즈 레더맨)
- 보통 사람들(MBC)
- 블랙 아웃(SBS) - 리사(캠린 맨하임)
- 브링 잇 온(MBC) - 달시(치어니나 조엘슨)
- 비욘드 랭군(MBC)
- 미스언더스탠드(SBS) - 해들리 울프메이어(얼리샤 윗)
- 미스틱 리버(SBS) - 케이티(에미 로섬) / 어린 숀(코너 파올로)
- 세컨드 와이프(SBS) - 페르난디(패트리지아 코티)
- 스페이스 카우보이(SBS)
- 아담스 패밀리(MBC)
  - 아담스 패밀리2(MBC)
- 아들의 방(MBC) - 아리안나(소피아 비글리아)
- 아이 엠 샘(MBC) - 랜디(로라 던)
- 에주케이터(SBS)
- 크레이블2(SBS) - 소나(켈리 후)
- 클리핑행어 - 죽음의 질주(MBC) - 모니카(카린 C. 팃제)
- 토네이도(MBC) - 도리스 슈터(커스텐 블록)
- 트루 크라임(SBS)
- 포트리스2(MBC) - 엘레나(리즈 메이 브라이스)
- 폭풍의 질주(MBC)
- 지옥의 베를린 타워(MBC) - 옌스 엄마(사빈 울프)
- 세븐(MBC)
- 디 아워스(MBC)
- 나비효과(MBC) - 13세 레니(케빈 슈미트)
- 싸늘한 여름(MBC)
- 의천도룡기(MBC) - 소년 장무기
- S.W.A.T. 특수기동대(MBC) - 크리스(미셸 로드리게스)
- 나쁜 녀석들(MBC)
- 아름다운 비행(MBC)
- 어싸인먼트(MBC)
- 스타키드(MBC)
- 유주얼 서스펙트(MBC)
- 블루 데블(MBC)
- 퀘스트(MBC)
- 피고인(MBC)
- 탑건(MBC) - 바이퍼 부인
- 시빌 액션(MBC)
- 낭만풍폭(MBC)
- 사랑과 영혼(MBC)
- 플루크(MBC) - 동물 보호소 직원(데보라 호버트)
- 디 아이(MBC)
- 구름 속의 산책(MBC)
- 인도차이나(MBC)
- 스콜피온 킹(MBC)
- 보거스(MBC)
- 패밀리 맨(MBC) - 케이트의 비서(니나 배리) / 아델(메리 베스 허트)
- 예카테리나 대제(MBC) - 백작 부인(아그네스 소럴)
- 순류역류(MBC) - 마양
- 키스 더 걸(MBC)
- 스크림2(MBC)
- 그들만의 리그(MBC)
- 인자무적(MBC)
- 불멸의 연인(MBC) - 줄리아 (발레리아 골리노)
- 비틀쥬스(MBC) - 주노(실비아 시드니)

### 게임
- 인피니티 온라인 - 시연

### 라디오
- 만화열전 - 호텔 아프리카 (MBC) - 나오미

### 안내방송
- 한국철도공사 전철 안내방송 (한국어, 2008년~2010년)
- 한국철도공사 승강장 안내방송 (한국어, 2010년 ~ 현재)